# Kaibuskong River
Kaibuskong River är ett vattendrag i Kanada.   Det ligger i provinsen Ontario, i den sydöstra delen av landet, 280 km väster om huvudstaden Ottawa. Kaibuskong River ligger vid sjöarna  Froggy Lake och Sheedy Lake.
I omgivningarna runt Kaibuskong River växer i huvudsak blandskog. Runt Kaibuskong River är det mycket glesbefolkat, med 7 invånare per kvadratkilometer.